# Generic
A nu se confunda cu subtitrare.
În cinematografie, jocuri video și televiziune, genericul (unui film) (în franceză Générique, în engleză Film credits, în germană Filmvorspann sau Abspann (când se află la sfârșitul filmului, postgeneric), în rusă Титры, transliterat: Titrî) se referă la inscripțiile care apar la începutul și/sau sfârșitul producției; acestea prezentând de obicei echipa de producție și lista completă a actorilor. De obicei, la început, doar membrii importanți ai echipei sunt prezentați mai explicit, în timp ce restul sunt arătați (la sfârșit) mai rapid și/sau cu caractere mai mici și mai indescifrabile. 
Deși nu constituie o parte intrisecă a unui film, genericul contribui la accentuarea atmosferei generale al acestuia, prin modul în care este realizat. Este important fondul de imagine pe care sunt inserate distribuția, echipa tehnică și alte date, important fiind și caracterul literelor acestora. Un fel de caractere se folosesc la filmele western și cu totul altele la un film dramatic sau la o comedie. De asemenea un rol important îl are și acompaniamentul muzical din generic.
Nu trebuie să se confunde genericul cu distribuția filmului, aceasta fiind doar o parte a genericului.
Genericul este montat în film de obicei la începutul filmului dar poate fi și la sfârșit (postgeneric) sau intercalat.

## Legături externe
Definiția dicționarului Wikționar pentru generic